# Detinho
Pour les articles homonymes, voir Wellington (homonymie), Bento (homonymie) et dos Santos.
José Wellington Bento dos Santos, dit Detinho, est un footballeur brésilien né le 11 septembre 1973 à Sergipe.

## Carrière
- 1997-1997 : Vasco ( Brésil)
- 1997-déc. 1997 : FC Paços de Ferreira ( Portugal)
- jan. 1998-1998 : SC Vianense ( Portugal)
- 1998-1999 : UD Oliveirense ( Portugal)
- 1999-2000 : FC Marco ( Portugal)
- 2000-2001 : SC Campomaiorense ( Portugal)
- 2001-2005 : Leixões SC ( Portugal)
- 2005-2006 : Imortal DC ( Portugal)
- 2006-2009 : South China ( Hong Kong)
- 2009-2014 : Citizen AA ( Hong Kong)[1]
- depuis 2014 : South China AS ( Hong Kong)

## Palmarès

### Club
- Avec South China
  - Champion de Hong Kong en 2007, 2008 et 2009.
  - Vainqueur de la Coupe de Hong Kong en 2007.
  - Meilleur buteur de Hong Kong First Division en 2008 (19 buts) et 2009 (18 buts).